# Robert Clatworthy
Robert Clatworthy (31 de dezembro de 1911 — La Cañada Flintridge, 2 de março de 1992) é um diretor de arte estadunidense. Venceu o Oscar de melhor direção de arte na edição de 1966 por Ship of Fools, ao lado de Joseph Kish.